# Macsyma
Macsyma – program komputerowy typu Computer Algebra System, który został pierwotnie opracowywany w latach 1968 r. do 1982 w Massachusetts Institute of Technology (MIT) w ramach projektu MAC i później wprowadzany do obrotu handlowego. Był to pierwszy kompleksowy program wspomagający obliczenia symboliczne w naukach ścisłych. Macsyma został napisany w MACLisp i w niektórych dziedzinach motywował usprawnienie języka Lisp w dziedzinie informatyki liczbowej. MACLisp najpierw działał głównie na komputerach PDP-6 i PDP-10, ale również na Multics OS i na Lisp Machine. Macsyma był jednym z największych, jeśli nie największym, programem w języku Lisp w swoim czasie. Wiele z jego rozwiązań zostało później przyjętych przez Mathematica, Maple, i inne systemy.

## Historia
Projekt został zainicjowany w lipcu 1968 przez Carla Engelmana, Williama A. Martina (interfejs użytkownika, wyświetlanie wyrażeń, działania na wielomianach) i Joela Mosesa (upraszczanie wyrażeń, całkowanie nieoznaczone). Bill Martin był odpowiedzialny za projekt do 1971 r., a Moses prowadził go przez następną dekadę. Engelman i jego personel w 1969 r. odeszli do MITER Corporation. 
Później istotny wkład w rozwój programu wnieśli: Yannis Avgoustis (specjalne funkcje), David Barton (algsys), Richard Bogen (specjalne funkcje), Bill Dubuque (granice, moduł Grobner, TriangSys, całki nieoznaczone, szeregi potęgowe, teoria liczb, specjalne funkcje, równania funkcjonalne, wzorzec dopasowania), Richard Fateman (funkcje racjonalne, dopasowania wzorca, arbitralna precyzja), Michael Genesereth (porównanie wiedzy, bazy danych), Jeff Golden (simplifier, język, system), RW Gosper (sumowanie określone, specjalne funkcje), Charles Karney (rysowanie), John Kulp, Ed Lafferty (ODE rozwiązania, specjalne funkcje), Stavros Macrakis (część rzeczywista i urojona, system), Barry Trager (algebraiczne całkowanie, rozkłady potęgowe, Grobner), Paul Wang (rozkład wielomianu na czynniki, granice całkowania, precyzyjne całkowanie), David YY Yun, Gail Zachariaza (Grobner) i Rich Zippel (szeregi potęgowe, rozkład wielomianu na czynniki, teoria liczb, kombinatoryka).